# David Chow
Chow Kam Fai, David (Chinês: 周錦輝) (nasceu em 1950, em Hong Kong) foi um membro do Assembleia Legislativa de Macau. Ele é um empreendedor de Macau nas industrias do turismo, entretenimento e jogos de aposta. Ele é o CEO da Landmark Macau e Doca dos Pescadores Co Ltd. Ele é também Cônsul Honorário da República de Cabo Verde para RAE Macau.